# العلاقات السويدية المصرية
العلاقات السويدية المصرية هي العلاقات الثنائية التي تجمع بين السويد ومصر.

## مقارنة بين البلدين
هذه مقارنة عامة ومرجعية للدولتين:
| وجه المقارنة                                              | السويد                                                                               | مصر           |
| --------------------------------------------------------- | ------------------------------------------------------------------------------------ | ------------- |
| المساحة (كم2)                                             | 450.30 ألف                                                                           | 1.01 مليون    |
| عدد السكان (نسمة)                                         | 10.16 مليون                                                                          | 94.80 مليون   |
| الكثافة السكانية (ن./كم²)                                 | 22.56                                                                                | 93.86         |
| العاصمة                                                   | ستوكهولم                                                                             | القاهرة       |
| اللغة الرسمية                                             | اللغة السويدية، لغات السامي، اللغة الفنلندية، منكيلي، اللغة الرومنية، اللغة اليديشية | اللغة العربية |
| العملة                                                    | كرونة سويدية                                                                         | جنيه مصري     |
| الناتج المحلي الإجمالي (بليون دولار)                      | 538.04 مليار                                                                         | 235.37 مليار  |
| الناتج المحلي الإجمالي (تعادل القوة الشرائية) بليون دولار | 469.01 مليار                                                                         | 998.67 مليار  |
| الناتج المحلي الإجمالي الاسمي للفرد دولار أمريكي          | 50.58 ألف                                                                            | 3.61 ألف      |
| الناتج المحلي الإجمالي للفرد دولار أمريكي                 | 45.30 ألف                                                                            |               |
| مؤشر التنمية البشرية                                      | 0.907                                                                                | 0.690         |
| رمز المكالمات الدولي                                      | +46                                                                                  | +20           |
| رمز الإنترنت                                              | .se                                                                                  | .eg، .مصر     |
| المنطقة الزمنية                                           | توقيت وسط أوروبا، ت ع م+01:00، ت ع م+02:00، أوروبا/ستوكهولم ‏                         | ت ع م+02:00   |

## منظمات دولية مشتركة
يشترك البلدان في عضوية مجموعة من المنظمات الدولية، منها:
| علم المنظمة | اسم المنظمة                               | تاريخ انضمام السويد | تاريخ انضمام مصر |
| ----------- | ----------------------------------------- | ------------------- | ---------------- |
|             | مؤسسة التنمية الدولية                     | 24 سبتمبر 1960      | 26 أكتوبر 1960   |
|             | يونسكو                                    | 23 يناير 1950       | 22 يناير 1947    |
|             | وكالة ضمان الاستثمار متعدد الأطراف        | 12 أبريل 1988       | 12 أبريل 1988    |
|             | الأمم المتحدة                             | 19 نوفمبر 1946      | 24 أكتوبر 1945   |
|             | الفريق المعني برصد الأرض                  | ?                   | فبراير 2005      |
|             | الاتحاد البريدي العالمي                   | ?                   | ?                |
|             | البنك الدولي للإنشاء والتعمير             | 31 أغسطس 1951       | 27 ديسمبر 1945   |
|             | المنظمة الهيدروغرافية الدولية             | ?                   | 21 يونيو 1921    |
|             | الاتحاد الدولي للاتصالات                  | 1866                | 9 ديسمبر 1876    |
|             | مؤسسة التمويل الدولية                     | 20 يوليو 1956       | 20 يوليو 1956    |
|             | المركز الدولي لتسوية المنازعات الاستشارية | 28 يناير 1967       | 2 يونيو 1972     |
|             | منظمة التجارة العالمية                    | 1995                | 30 يونيو 1995    |
|             | منظمة الشرطة الجنائية الدولية             | ?                   | 7 سبتمبر 1923    |
|             | البنك الإفريقي للتنمية                    | ?                   | 10 سبتمبر 1964   |

## أعلام
هذه قائمة لبعض الشخصيات التي تربطها علاقات بالبلدين:
- رامي شعبان (لاعب كرة قدم سويدي، 30 يونيو 1975[19] – )
- طارق صالح (مخرج أفلام سويدي، 28 يناير 1972 – )
- عمر شرف (دبلوماسي مصري، 22 أكتوبر 1925 – 8 سبتمبر 1993)
- ماغنوس أندرسون (سياسي سويدي، 16 أكتوبر 1981 – )
- محمد إبراهيم كامل (وزير خارجية مصر، 6 يناير 1927[20] – 22 نوفمبر 2001[20])

## وصلات خارجية
- موقع وزارة الخارجية السويدية
- موقع وزارة الخارجية المصرية